# José Enrique Serrano
Pour les articles homonymes, voir Serrano.
José Enrique Serrano Martínez, né le 25 juillet 1949 à Madrid et mort le 10 juin 2025 dans la même ville, est un homme politique espagnol membre du Parti socialiste ouvrier espagnol (PSOE).
Directeur du cabinet de Felipe González de 1995 à 1996 puis de José Luis Rodríguez Zapatero de 2004 à 2011, il est député de la circonscription de Madrid de 2011 à 2016. Proche de Pedro Sánchez, il intègre de nouveau la chambre basse des Cortes en septembre 2017.

## Biographie
José Enrique Martínez Serrano naît le 25 juillet 1949 à Madrid. Il est le fils d'Enrique Serrano Guirado, professeur universitaire de droit administratif, ainsi que le neveu de Francisco Martínez García, avocat, journaliste et homme politique.

### Formation et profession
José Enrique Serrano est titulaire d'une licence en droit obtenue à l'université complutense de Madrid. Il exerce comme professeur de droit du travail au sein de la même institution.

### Haut fonctionnaire socialiste
En janvier 1987, José Enrique Serrano est nommé directeur général du Personnel au sein du ministère de la Défense alors dirigé par le ministre socialiste Narcís Serra. Lorsque ce dernier est promu vice-président du gouvernement le 21 juin 1991, Serrano est nommé secrétaire général de la vice-présidence du gouvernement. Il cumule son poste avec celle de membre du conseil d'administration de l'entreprise nationale Expo'92.

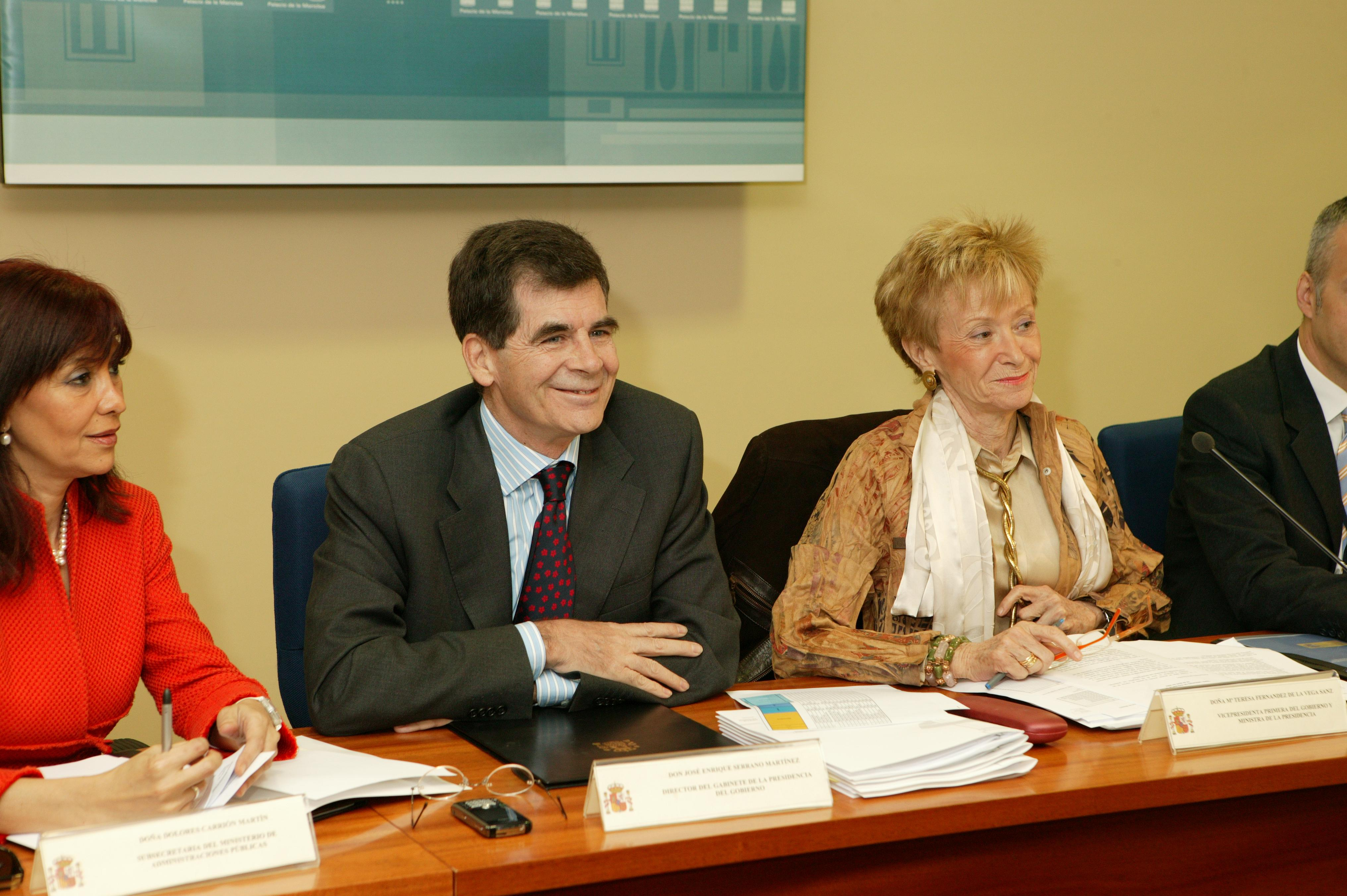
José Enrique Serrano, directeur du cabinet de la présidence du gouvernement, lors d'une rencontre avec María Teresa Fernández de la Vega en 2007.

Avec la démission de Serra, il devient directeur de cabinet de la présidence du gouvernement en 1995. Bras droit et homme de confiance de Felipe González, il est remplacé par Carlos Aragonés après la victoire des conservateurs de José María Aznar lors des élections générales de 1996. Peu après, il devient chef de cabinet de Joaquín Almunia alors secrétaire général du PSOE.
Avec la victoire des socialistes de José Luis Rodríguez Zapatero lors des élections générales de mars 2004, il retrouve ses anciennes fonctions de directeur du cabinet de la présidence du gouvernement. Lors de cette nouvelle période, il est l'idéologue du projet de loi relatif à la réforme du marché du travail.

### Député au Congrès
À l'occasion des élections générales anticipées de décembre 2011, José Enrique Serrano figure en huitième position sur la liste socialiste dans la circonscription de Madrid. Élu au Congrès des députés, il siège notamment à la commission constitutionnelle et à la commission de la Défense dont il est deuxième vice-président de janvier 2012 à février 2015. Il préside la commission des Budgets en fin de législature. Il siège en outre à la députation permanente.
Non réélu lors des élections de 2015, il fait partie de l'équipe de négociation socialiste visant à trouver un accord de gouvernement suffisant à investir Pedro Sánchez à la présidence. Toujours proche de Sánchez, il le soutient dans sa reconquête du secrétariat général socialiste en mai et juin 2017.
Il est une nouvelle fois non réélu lors des élections anticipées de juin 2016, mais il fait son retour à la chambre basse des Cortes en septembre 2017 consécutivement à la démission d'Eduardo Madina de son mandat de député.

### Mort
Il meurt le 10 juin 2025 à l'âge de 75 ans, à Madrid.